# Centro de Información de Internet de China
Centro de Información de Internet China (en chino: 中国互联网互联网新闻中心; en pinyin: Zhōngguó Hùliánwǎng Xīnwén Zhōngxīn; o 中国网 / 网上中国) es un portal informativo en línea de la República Popular China, que también contiene una wiki. Su actual presidente es Huang Youyi.
El sitio está disponible en árabe, chino simplificado, chino tradicional, inglés, esperanto, francés, alemán, japonés, coreano, ruso, y español.